# فتیش مو

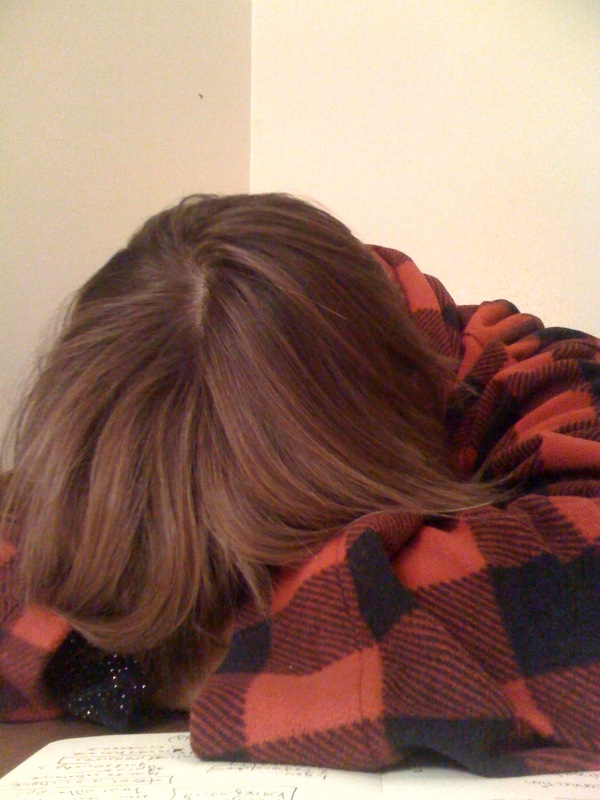
موی سر

فتیشیسم مو (به انگلیسی: Hair fetishism) به عنوان نوعی پارتیالیسم شناخته می‌شود که یک نوع فتیشیسم جنسی است که در آن فرد با لمس کردن و مشاهده موی طرف مقابل به برانگیختگی جنسی می‌رسد. ممکن است بر موهای سر یا موهای سینه یا حتی زیر بغل نیز فرد مقابل به تحریک جنسی برسد و باعث عمل جنسی شود.